# Peter Motz
Peter Motz (1934 Rotterdam – 2003) byl malíř - autodidakt. Jeho práce se soustřeďují na malebná zátiší s přírodními motivy, zpravidla cesta či zákoutí terasy bohatě lemované kvetoucími rostlinami, keři a stromy. Vyznačují se zadumanou, lenivě odpočinkovou náladu. Na jeho obrazech téměř nenajdeme figurální motivy. Jeho díla jsou často využívána jako předlohy pro puzzle.